# Crazy Lixx
Crazy Lixx es una banda de Glam metal formada en 2002 en Malmö, Suecia. Fueron, junto a otras bandas como Hardcore Superstar, Crashdïet, Babylon Bombs o Vains of Jenna, de los primeros en pertenecer a lo que después se ha conocido como "Nueva Ola de Sleaze Metal Sueco" (New Wave Of Swedish Sleaze Metal), originada en los primeros años del nuevo siglo.

## Formación

### Actual
- Danny Rexon - voz (2002-)
- Jens Sjöholm – bajo
- Chrisse Olsson – guitarra (2016-)
- Jens Lundgren – guitarra (2016-)
- Robin Nilsson - batería, coros (2024-)

### Exmiembros
- Vic Zino - guitarra, coro (2002-2008)
- Luke Rivano - bajo, coro (2002-2012)
- Andy Dawson - guitarra, coro (2008-2015)
- Edd Liam - guitarra  (2011-2015)
- Joél Cirera - batería, coros (2002-2024)

### EP
- 2006 Do Or Die (Demo)

### Discos Oficiales
- 2007 Loud Minority
- 2010 New Religion
- 2012 Riot Avenue
- 2014 Crazy Lixx (Album)
- 2017 Ruff Justice
- 2019 Forever Wild
- 2021 Street Lethal
- 2024 Two Shots at Glory
- 2025 Thrill Of The Bite

### Sencillos
- 2005 - "Do or Die"
- 2007 - "Heroes are Forever"
- 2007 - "Want It"
- 2008 - "Make Ends Meet"
- 2014 - "Sympathy"
- 2015 – "Heroes"
- 2016 - "All Looks, No Hooks"
- 2017 - "XIII"
- 2017 - "Snakes In Paradise"
- 2017 - "Wild Child"
- 2017 - "Walk The Wire"
- 2019 - "Break Out"
- 2019 - "Wicked"
- 2021 - "Anthem For America"